# Oxid uranový
Oxid uranový (UO3) je jedním z oxidů uranu, který v něm má oxidační číslo VI.
Vzniká například postupnou oxidací UO2.

## Podobné sloučeniny
- Oxid uraničitý